# Artesilla
Artesilla es un juego que se ejecuta de la siguiente forma. 
Se pone una artesa pequeña llena de agua pendiente de un madero atravesado entre dos pies derechos. Ha de estar la artesa de modo que se mueva y tuerza a cualquier impulso y ha de tener en la parte inferior una especie de labio o quilla de madera. Por debajo de esta artesa pasa un hombre corriendo a caballo y da un bote o golpe en aquel labio o quilla con la punta de una lanza que lleva en la mano derecha con cuyo impulso se tuerce la artesa y se vierte el agua. La destreza consiste en dar el golpe con tal ímpetu y pasar con tanta velocidad que el agua caiga detrás de las ancas del caballo sin mojarle a él ni al caballero para evitar la risa que causa lo contrario en todos los que miran. 